# Organització Mundial de la Propietat Intel·lectual
L'Organització Mundial de la Propietat Intel·lectual (OMPI), amb seu a Ginebra, Suïssa, és un organisme especialitzat del sistema d'organitzacions de les Nacions Unides. El seu objectiu és desenvolupar un sistema de Propietat intel·lectual internacional que sigui equilibrat i accessible i que recompensi la creativitat, estimuli la innovació i contribueixi al desenvolupament econòmic, conservant així mateix l'interès públic.
L'organització fou creada el 1967 en virtut del Conveni de l'OMPI, amb el mandat dels estats membres de fomentar la protecció de la propietat intel·lectual en tot el món mitjançant la cooperació dels estats i la col·laboració amb altres organitzacions internacionals. L'entitat fou absorbida per l'ONU el 1974.
La gran majoria d'estats membres de l'organització són estats en vies de desenvolupament. Els estats occidentals desenvolupats es troben en minoria. L'entitat està relacionada amb l'Organització Mundial del Comerç pel que fa a la promoció del desenvolupament. Juntes han pres acords com l'Acord sobre els Aspectes dels Drets de Propietat Intel·lectual relacionats amb el Comerç (ADPIC o TRIPs). Aquest acord vincula el respecte i compliments dels drets de propietat intel·lectual a possibles sancions econòmiques de l'OMC.